# Чёрный лебедь (фильм, 2010)
«Чёрный ле́бедь» (англ. Black Swan) — психологический триллер режиссёра Даррена Аронофски о балерине, медленно сходящей с ума во время постановки «Лебединого озера». Главные роли в фильме исполнили Натали Портман, Венсан Кассель и Мила Кунис.
Мировая премьера состоялась 1 сентября 2010 года на открытии 67-го венецианского международного кинофестиваля. Лента претендовала на премии американской киноакадемии за лучшие фильм, режиссуру, операторскую работу, главную женскую роль и монтаж. В итоге фильм получил «Оскар» в категории «Лучшая женская роль» (Натали Портман).

## Сюжет
Балетная труппа Линкольн-центра в Нью-Йорке планирует новую постановку балета «Лебединое озеро». Прима-балерина Бет Макинтайр (Вайнона Райдер) вынуждена покинуть сцену из-за своего почтенного для балерины возраста. На главную роль претендуют несколько молодых балерин, среди которых оказывается Нина Сейерс (Натали Портман) — дочь несостоявшейся балерины, посвятившей всю жизнь заботе о дочери.
Французский хореограф Тома́ Леруа́ (Венсан Кассель) не уверен в том, что Нина — идеальный кандидат на роль. Он считает, что она прекрасна в роли белого лебедя, но слишком скованна и недостаточно страстна в роли чёрного. Во время разговора о роли Тома пытается поцеловать Нину, но та кусает его и убегает. Тома видит в Нине внутренний потенциал и даёт ей главную роль. Ещё перед получением роли Нина крадёт из гримёрки Бет помаду, надеясь, что она послужит ей в качестве талисмана.
Вскоре после получения роли Нину начинают мучить странные зловещие галлюцинации: оживают картины её матери, странно ведут себя отражения в зеркале, у неё начинается кровотечение до того, как она действительно поранится, на спине появляется странная сыпь с кровоточащими царапинами. Мать Нины (Барбара Херши) считает, что к ней вернулась старая привычка царапать себя по ночам. В то же время с Ниной навязчиво пытается завязать дружбу другая молодая балерина — Лили (Мила Кунис).
Тома не может смириться со скованностью Нины и всё резче критикует её при всех. Он называет её фригидной и пытается соблазнить. Однажды вечером после репетиций плачущую Нину застаёт в зале Лили. Нина делится с ней переживаниями. Наутро Тома устраивает перепалку с Ниной, в результате которой становится ясно, что Лили рассказала ему о разговоре с Ниной прошлым вечером. Нина и Лили ссорятся.
Вечером мать Нины начинает выпытывать у дочери подробности её отношений с режиссёром. У двери появляется Лили и просит прощения за то, что проболталась Тома на работе. Мать Нины не даёт девушкам поговорить. В результате Нина убегает с Лили в ночной клуб. Лили удаётся напоить Нину алкоголем с экстази и довести до состояния эйфории. Девушки возвращаются домой к Нине. Пьяная Нина закрывается в комнате с Лили, и та доводит Нину с помощью куннилингуса до оргазма.
Утром Нина понимает, что проспала репетицию. В зале она слышит музыку из своей роли и видит Лили, репетирующую партию чёрного лебедя. Нина накидывается на Лили с упрёками. Лили говорит, что она провела ночь с парнем из клуба и что их ночное приключение пьяной Нине всего лишь приснилось. Нину всё сильнее тревожит страх того, что Лили хочет отобрать у неё роль.
Весь вечер перед премьерой балета Нина репетирует. Её мучают галлюцинации. Нина идёт в больницу к Бет, которая с горя бросилась под машину и получила травму ног. Нина пытается вернуть ей украденные вещи, говорит, что она совершенство. Бет, которую мучает депрессия, хватает пилочку для ногтей и со словами: «Я не совершенство!» начинает протыкать ею своё лицо. Нина в ужасе выбегает из её палаты. В лифте она осознает, что пилочка для ногтей, которой Бет порезала себе лицо, почему-то у неё в руках.
Вернувшейся домой Нине кажется, что там окровавленная Бет, она замечает, что картины её матери говорят с ней. Она видит, что сыпь на её плече имеет вид гусиной кожи. В некоторых местах через кожу проступают странные шипы. Она вытаскивает один из них и видит, что это чёрное перо. У Нины проламываются назад ноги, как у птицы. Она падает, теряя сознание.
Нина просыпается только под вечер следующего дня. Мать заявляет Нине, что позвонила в театр и сказала Тома, что та больна и не может выступать на премьере. Нина срывается и бежит на работу. Тома шокирован появлением Нины, но всё же разрешает ей выступать.
В первом акте Нина выпадает из рук партнёра. Тома кричит, чтобы она взяла себя в руки. Нина входит в гримёрку и видит там Лили, которая надела на себя костюм чёрного лебедя. Лили говорит Нине, что та не сможет справиться с ролью, так как провалила даже первый акт. Нина и Лили начинают драться. В ходе драки Нина толкает Лили на большое стенное зеркало, которое разбивается, хватает осколок зеркала и вонзает его в живот Лили.
Спрятав тело Лили в ванной комнате, Нина выходит на сцену. Она танцует раскованно и страстно. Её глаза похожи на лебединые, во время танца на её теле вырастают лебединые крылья. Весь зал аплодирует стоя. Из зала видно, что никаких крыльев у Нины нет, но они есть у её тени на стене. Нина направляется в гримёрку переодеться для последнего акта. Вдруг к ней в дверь кто-то стучит. На пороге стоит Лили, поздравляющая Нину с блестящей игрой. Нина открывает дверь ванной комнаты и видит, что никакого трупа там нет. Она возвращается к зеркалу и видит, что оно действительно разбито. Внезапно Нина обнаруживает у себя в животе рану, в которой торчит осколок зеркала.
Превозмогая боль, Нина выходит доиграть последний акт. Её мать сидит в зале. В конце акта Нина спрыгивает с импровизированной скалы вниз на специально подготовленный матрас. Из зала слышатся овации. Тома бежит к Нине поздравить её со столь успешным дебютом. В этот момент все видят, что у Нины на платье расплылось кровавое пятно. Тома требует вызвать скорую, а сам спрашивает, что произошло. Нина отвечает: «Я испытала… совершенство. Я постигла его».

## Актёрские работы
В фильме снимались:
- Натали Портман — Нина Сейерс
- Мила Кунис — Лили
- Венсан Кассель — Тома Леруа
- Барбара Херши — Эрика Сейерс, мать Нины
- Вайнона Райдер — Бет Макинтайр
- Бенжамен Мильпье — Дэвид
- Ксения Соло — Вероника
- Кристина Анапау — Галина
- Джанет Монтгомери — Мэйделин
- Себастиан Стэн — Эндрю
- Тоби Хемингуэй — Том

Даррен Аронофски предложил Миле Кунис роль Лили через Skype без прослушивания; Портман и Кунис полгода посвятили работе над своими ролями. Им нужно было сильно похудеть и научиться балетной пластике, чтобы выглядеть убедительно в качестве профессиональных танцовщиц. У обеих актрис были дублёрши с профессиональной подготовкой в области классического танца, однако и самим актрисам пришлось овладеть азами балетной техники, так как время от времени съёмку приходилось вести крупным планом. Появлялись сообщения, что во время съёмок Портман получила травму рёбер и сотрясение мозга.
Сразу после премьеры в Венеции на страницах киноизданий появились многочисленные прогнозы о том, что за эту роль Портман получит «Оскар». Глен Кенни, например, заявил, что это не столько роль, сколько настоящее превращение. По словам Андрея Плахова, Портман сделала «всё возможное и невозможное, чтобы преодолеть свой маленький рост и несовершенство пластики». Ричард Корлисс критически оценил послужной список Портман, заметив, что раньше от неё режиссёры не требовали ни танцев, ни актёрской игры; тем не менее он отметил при отсутствии в игре актрисы «полной убедительности» её «удивительную самоотдачу». Впрочем приз имени Мастроянни лучшему молодому дарованию увезла из Венеции не Портман, а Мила Кунис (фестивальные остряки окрестили награду «За лучший куннилингус»).
Из остальных актёров кинокритиками была отмечена убедительность Венсана Касселя в достаточно трафаретной роли хореографа а-ля Джордж Баланчин. Большое впечатление произвела Барбара Херши, про которую было сказано, что она неприметно лепит из своей периферийной для сюжета героини «священное чудовище» монументальных пропорций.

## Темы
В фильме сведены воедино традиционные для романтизма темы — двойничество, вторжение спектакля в жизнь актёров, физическое превращение героя в свою противоположность, однако трактованы они с позиций лакановского психоанализа. Главная героиня, которой уже далеко за 20, при всём своём профессиональном перфекционизме инфантильна в психологическом отношении («её плоть столь же худосочна, как и её разум»). Она не испытывает никакого интереса к противоположному полу и сексуальной стороне жизни, так как с детства живёт в неразрывном психологическом симбиозе с одинокой матерью, в окружении розовых плюшевых игрушек, которые «по мере развития действия скорее напоминают тюремщиков, чем друзей». Вся энергия её либидо вытеснена в непрерывные тренировки и направлена на достижение профессионального совершенства. Властный режиссёр (фигура отца во фрейдистской терминологии) увязывает её профессиональные перспективы с необходимостью погружения в «тёмную» сторону личности. Под давлением режиссёра и новой роли вытесненное либидо начинает возвращаться к ней в виде извращённых галлюцинаций. Героиня испытывает раздвоение личности и другие разрушительные последствия активизировавшегося психоза.

## Источники вдохновения

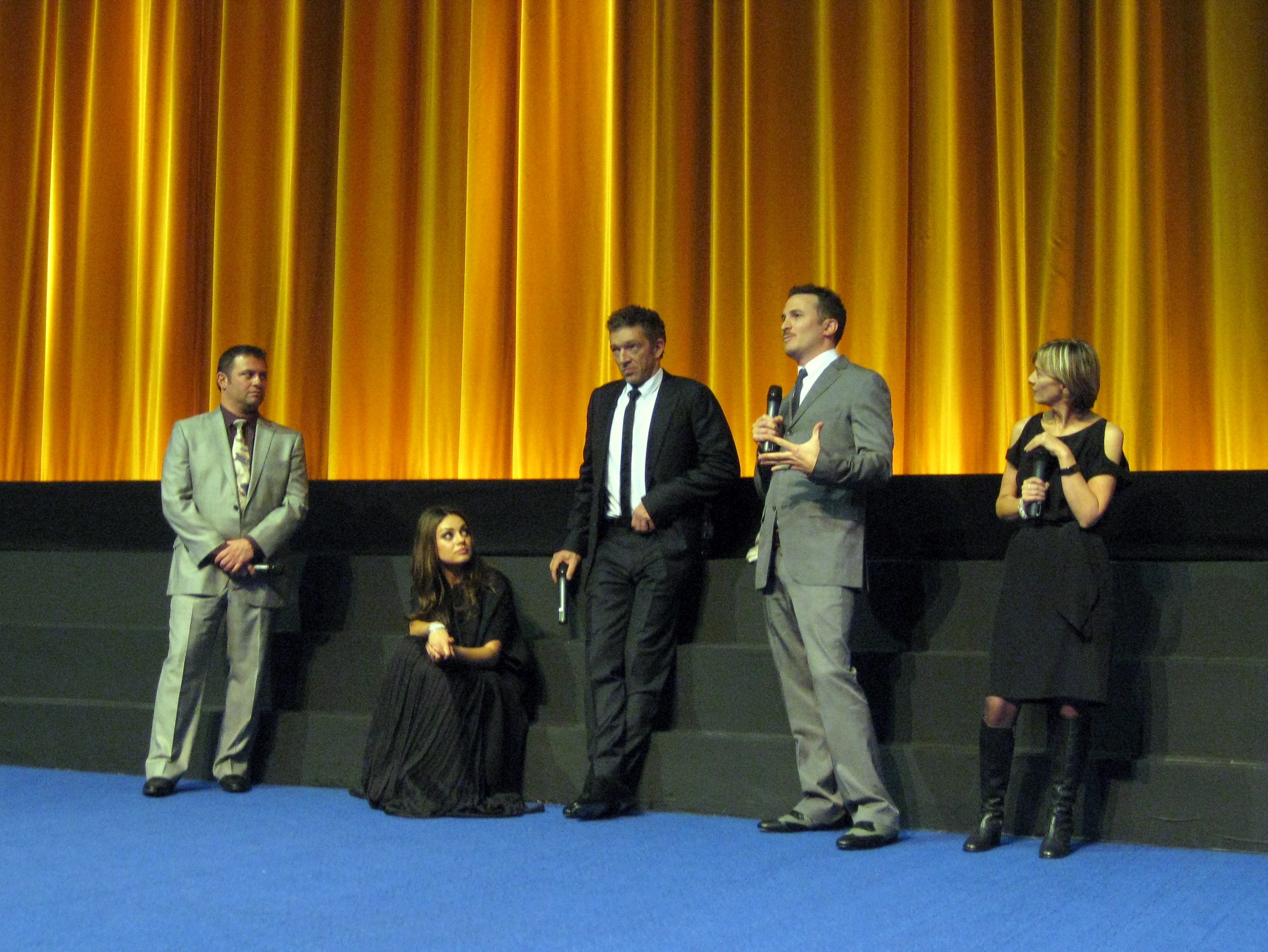
Создатели фильма представляют его зрителям

## Отзывы

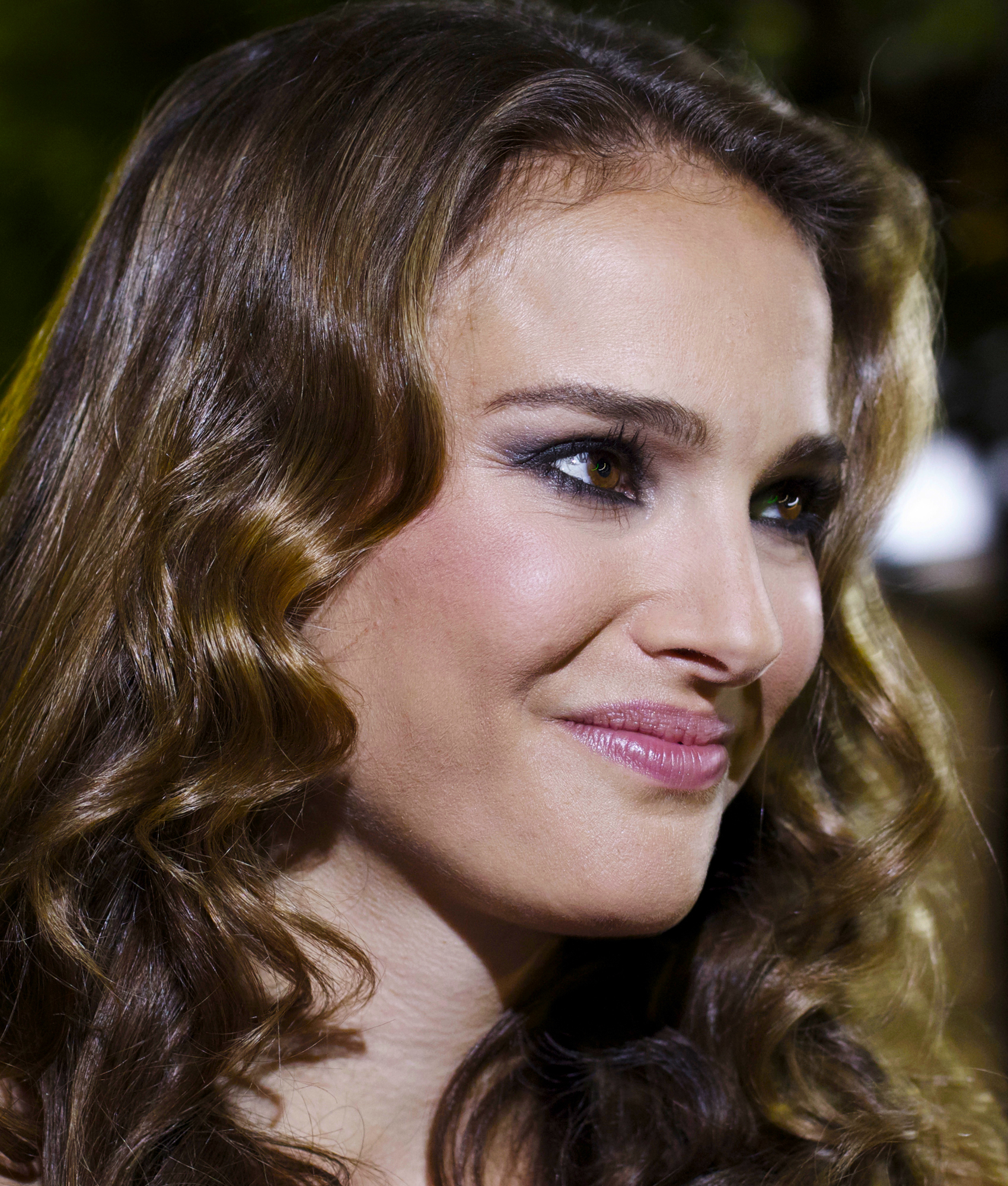
Натали Портман на премьере фильма на кинофестивале в Торонто